# Сюрреалистическая недвижимость
«Сюрреалистическая недвижимость» (англ. SurrealEstate) — американо-канадский телесериал в жанре мистики и драмы, премьера которого состоялась 16 июля 2021 года на телеканалах Syfy в США и CTV Sci-Fi Channel в Канаде. В феврале 2024 года сериал был продлён на 3 сезон.

## Сюжет
В центре сюжета находится агент Люк Роман и его личное агентство по недвижимости. Но особенность агентства в том, что они занимаются не обычными домами: они специализируются на домах, которые заселены призраками и демонами. Люк и его агентство изгоняют демонов из домов, чтобы на эту недвижимость нашлись покупатели.

## В ролях

### Главные
- Тим Розон — Люк Роман, риелтор и глава агентства по недвижимости, которое занимается домами с привидениями.
- Сара Леви — Сьюзан Айрленд, новый член агентства по недвижимости, обладающая суперсилами.
- Адам Корсон — Фил Орли, исследователь паранормальных явлений и бывший католический священник.
- Морис Дин Уинт — Август Рипли, специалист по технологиям, занимающийся проектированием.
- Саванна Бэсли — Зои Л'Энфант, администратор агентства, работает на ресепшене.
- Теннилл Рид — Меган Донован, жертва дома с привидениями, связанная с Романом.
- Елена Джуатко — Клитемнестра Ломакс, бывшая гробовщица, позже присоединяется к агентству Романа.

### Второстепенные
- Дженнифер Дэйл — Виктория Роман, мать Люка, с которой он почти не общается.
- Арт Хиндл — Карл Роман, погибший отец Люка и муж Виктории.
- Элисон Брукс — Рита Вайнс, глава второго агентства по недвижимости и главная соперница Люка.
- Джой Тэннер — Рошель Декер, учёная, бывшая коллега и возлюбленная Августа.

## Сезоны
| Сезон | Серии | Серии | Даты показа    | Даты показа      | Зрительская аудитория |
| Сезон | Серии | Серии | Первая серия   | Последняя серия  | Зрительская аудитория |
| ----- | ----- | ----- | -------------- | ---------------- | --------------------- |
| 1     | 10    | 10    | 16 июля 2021   | 17 сентября 2021 | 315 000               |
| 2     | 10    | 10    | 4 октября 2023 | 6 декабря 2023   | 180 000               |
| 3     | 10    | 10    | 3 апреля 2025  | 5 июня 2025      | TBA                   |

## Эпизоды

### Сезон 1(2021)
| № общий | № в сезоне | Название                                       | Режиссёр          | Автор сценария  | Дата премьеры    |
| --- | ---------- | ---------------------------------------------- | ----------------- | --------------- | ---------------- |
| 1 | 1          | «Пилот» «Pilot»                                | Пол Фокс          | Джордж Р. Олсон | 16 июля 2021     |
| Агентство Люка Романа приветствует нового агента и клиента, связанного с прошлым Романа.                                                                 |            |                                                |                   |                 |                  |
| 2 | 2          | «Харви» «The Harvey»                           | Пол Фокс          | Джордж Р. Олсон | 23 июля 2021     |
| "Воображаемый друг" маленького мальчика мешает его родителям продать старый дом и переехать.                                                             |            |                                                |                   |                 |                  |
| 3 | 3          | «Продажа от собственника» «For Sale by Owner»  | Данишка Эстерхази | Рамона Баркерт  | 30 июля 2021     |
| В очаровательной хижине на берегу озера водятся привидения, но владелец хижины может просто притворяться. Тем временем писатель ужасов ищет вдохновение. |            |                                                |                   |                 |                  |
| 4 | 4          | «Дом — это не дом» «A House Is Not a Home»     | Данишка Эстерхази | Дуана Таха      | 6 августа 2021   |
| Агентство Романа берётся за новое дело о застройке с привидениями и проблемном доме у моря.                                                              |            |                                                |                   |                 |                  |
| 5 | 5          | «Призрачный ребёнок» «Ft. Ghost Child»         | Мелани Скрофано   | Джиллиан Мюллер | 13 августа 2021  |
| Когда рэп-звезда арендует студию звукозаписи клиента, во время записи раскрывается трагическая тайна.                                                    |            |                                                |                   |                 |                  |
| 6 | 6          | «Роману шесть» «Roman’s Six»                   | Мелани Скрофано   | Дуана Таха      | 20 августа 2021  |
| Агентство Романа вмешивается, когда посетителей «Дня открытых дверей» у конкурентов убивают одного за другим.                                            |            |                                                |                   |                 |                  |
| 7 | 7          | «Карантин» «Quarantine»                        | Данишка Эстерхази | Джордж Р. Олсон | 27 августа 2021  |
| Команда запирается в офисе, чтобы изолировать и уничтожить демона, который последовал за ними домой.                                                     |            |                                                |                   |                 |                  |
| 8 | 8          | «Баба О'Рили» «Baba O’Reilly»                  | Данишка Эстерхази | Рамона Баркерт  | 3 сентября 2021  |
| Когда Люк подумывает о том, чтобы отказаться от клиентов с паранормальными способностями, он встречает дом, который меняет его точку зрения.             |            |                                                |                   |                 |                  |
| 9 | 9          | «Белая свадьба» «White Wedding»                | Паоло Барзмен     | Джиллиан Мюллер | 10 сентября 2021 |
| Сьюзан старается, чтобы свадьба мечты не превратилась в кошмар. Тем временем Дом Донованов наносит ответный удар.                                        |            |                                                |                   |                 |                  |
| 10 | 10         | «Дом всегда побеждает» «The House Always Wins» | Паоло Барзмен     | Джордж Р. Олсон | 17 сентября 2021 |
| Дом Донованов принуждает Люка и его команду столкнуться лицом к лицу с самыми тяжёлыми потерями и самыми горькими сожалениями и переживаниями.           |            |                                                |                   |                 |                  |

### Сезон 2(2023)
| № общий | № в сезоне | Название                                            | Режиссёр          | Автор сценария  | Дата премьеры   |
| --- | ---------- | --------------------------------------------------- | ----------------- | --------------- | --------------- |
| 11 | 1          | «Доверься процессу» «Trust the Process»             | Данишка Эстерхази | Джордж Р. Олсон | 4 октября 2023  |
| Роман пытается разобраться с недвижимостью, находящейся в залоге. Тем временем Сьюзан влюбляется в дом, который обладает особой силой.                  |            |                                                     |                   |                 |                 |
| 12 | 2          | «Истина в рекламе» «Truth in Advertising»           | Данишка Эстерхази | Томас Пеппер    | 11 октября 2023 |
| Люк разбирается с киноштурмом на территории клиента, в то время как Сьюзан осматривает странный отель типа «B&B» на побережье.                          |            |                                                     |                   |                 |                 |
| 13 | 3          | «Убийца не дворецкий» «The Butler Didn't»           | Данишка Эстерхази | Дуана Таха      | 18 октября 2023 |
| Когда призрак берёт клиента в заложники, агентство Романа пытается срочно разобраться с этим делом.                                                     |            |                                                     |                   |                 |                 |
| 14 | 4          | «Я наложил на тебя заклятие» «I Put a Spell on You» | Данишка Эстерхази | Джиллиан Мюллер | 25 октября 2023 |
| Люк спорит с домовладельцем во время переговоров. Зои делает свой первый звонок потенциальному покупателю.                                              |            |                                                     |                   |                 |                 |
| 15 | 5          | «Искусство и наука» «Art & Science»                 | Джон Ватчер       | Томас Пеппер    | 1 ноября 2023   |
| Люку приходится импровизировать, когда дом клиентки запирает её внутри. Тем временем Август вспоминает своё прошлое.                                    |            |                                                     |                   |                 |                 |
| 16 | 6          | «Да воспылает твой флаг» «Set Your Flag on Fire»    | Джон Ватчер       | Дуана Таха      | 8 ноября 2023   |
| Конфликт между соседями невольно вовлекает агентство в их вражду. Тем временем к Филу приезжает сестра, чтобы утвердить завещание семьи.                |            |                                                     |                   |                 |                 |
| 17 | 7          | «Бог и монстры» «God & Monsters»                    | Джон Ватчер       | Джордж Р. Олсон | 15 ноября 2023  |
| Люк помогает клиенту встретиться лицом к лицу с монстром, живущим под его детской кроватью. Тем временем к агентству присоединяется новый агент.        |            |                                                     |                   |                 |                 |
| 18 | 8          | «Не буди лихо, пока тихо» «Let Sleeping Dogs Lie»   | Джон Ватчер       | Дуана Таха      | 22 ноября 2023  |
| Люк возобновляет отношения со своей матерью, с которой он давно не общался, в то время как Зои расследует исчезновение Сьюзан.                          |            |                                                     |                   |                 |                 |
| 19 | 9          | «Безвременно ушедшие» «Dearly Departed»             | Мелани Скрофано   | Джиллиан Мюллер | 29 ноября 2023  |
| Агентство Романа пытается вывести призрака на свет. Тем временем Сьюзан обнаруживается после своего загадачного исчезновения.                           |            |                                                     |                   |                 |                 |
| 20 | 10         | «Расставание» «Letting Go»                          | Мелани Скрофано   | Джордж Р. Олсон | 6 декабря 2023  |
| Изменившаяся Сьюзан возвращается в агентство. Люк должен использовать свои вновь обретённые силы, чтобы спасти всю команду от приближающейся опасности. |            |                                                     |                   |                 |                 |

## Производство
Сериал был анонсирован в 2020 году и изначально имел название «Сюрреалист». На роль главного героя, Люка Романа, был утверждён актёр Тим Розон. 
Премьера сериала состоялась 16 июля 2021 года на канадском телеканале CTV Sci-Fi Channel. 
В октябре 2021 года создатель сериала, Джордж Р. Олсон, объявил, что телеканал Syfy, который транслировал сериал в США, отказался от сериала и закрыл его после 1 сезона. Также было объявлено, что сериал, скорее всего, переедет на другой телеканал. В мае 2022 года Syfy пересмотрел своё решение и продлил сериал на 2 сезон. Премьера 2 сезона состоялась 4 октября 2023 года.
В феврале 2024 года стало публично известно, что Syfy продлил сериал на 3 сезон.

## Трансляция
В Соединённых Штатах Америки сериал транслируется на фантастическом телеканале Syfy. 
В марте 2022 года было объявлено, что компания «Leonine Studios» продала права на трансляцию сериала свыше, чем 160 странам мира.